# ケストレル (エースコンバットシリーズ)

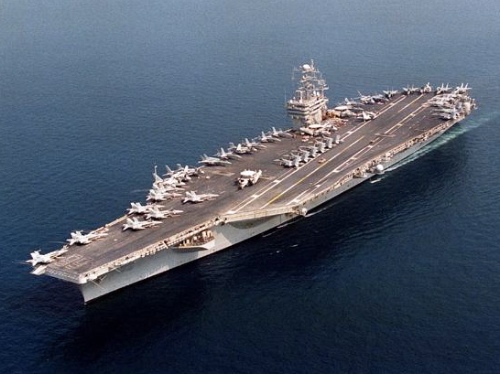
ケストレルはニミッツ級航空母艦に酷似している

ケストレル（英: Kestrel）は、ナムコ（後のバンダイナムコゲームス）のプレイステーション2用フライトシューティングゲーム『ACE COMBAT 5 THE UNSUNG WAR』及び『ACE COMBAT ZERO THE BELKAN WAR』に登場する架空の航空母艦。外観はニミッツ級航空母艦に酷似したものとなっている。艦名はチョウゲンボウを意味する。

## 概要
ケストレルは、オーシア国防海軍第3艦隊に所属するヒューバート級航空母艦の7番艦である。艦船接頭辞はOFS（Osean Federation Ship）。

## 歴代艦長
- 1995年時点：ウィーカー
- 2010年時点：ニコラス・A・アンダーセン大佐

## 艦歴
1991年7月29日、オーシア海軍とニューポート・サーゴ造船所の間でヒューバート級7番艦の建造契約が締結された。
1995年3月25日にベルカ戦争が勃発した。4月24日には戦域攻勢作戦計画4101号が開始され、オーシア海軍第3艦隊を中心とする艦船が作戦に参加し、ケストレルも試験航行を名目に実戦に参加した。ウスティオ空軍第6航空師団の援護下で駆逐艦5隻、フリゲート4隻と共にフトゥーロ運河の突破に成功する。
1999年2月にオーシア海軍に引き渡され、1999年3月27日に就役した。
2010年9月23日にサンド島周辺で空戦が勃発し、9月27日にユークトバニアがオーシアに宣戦布告し環太平洋戦争が勃発した。オーシア西海岸のセントヒューレット軍港は宣戦同時攻撃を受け、そこに停泊していたケストレルも攻撃に晒された。ケストレルから発艦した艦載機や、サンド島空軍基地から駆けつけた第108戦術戦闘飛行隊サンド島分遣隊（ウォードッグ隊）の助力によって湾外へ脱出し、湾外においてもユークトバニア軍艦隊の封鎖線の突破に成功する。2010年9月30日、第3艦隊を再編成するため内海のベニオン海に至る途中のイーグリン海峡にて空襲を受ける。ケストレルは被弾しなかったが、ユークトバニア海軍の潜水空母シンファクシが発射した散弾ミサイル攻撃の第一波で同艦隊所属の空母ヴァルチャー、第2波で空母バザードなどが轟沈する。同時に散弾ミサイル攻撃で艦載機の大半を喪失する。その後も数々の戦闘で艦載機が損耗し、戦闘機はマーカス・スノー大尉が操縦するF-14Aの1機のみとなる。母港はカーウィン島に移り、任務のない日々が続いた。
2010年12月7日、スノー大尉搭乗のF-14Aがオーシア軍からスパイと判断されて脱走していたウォードッグ隊の4機を撃墜した。本戦争にベルカ人の関与があることに気付いていたアンダーセン艦長により、発光信号で事前にベイルアウトするよう警告した後に撃墜させ、軍にはウォードッグ隊を全滅させたと偽っていた。ユークトバニアに戦闘機を輸送しようとしていた船舶を拿捕し、シーゴブリン隊に救助されたウォードック隊のパイロットとスノー大尉が合流したことで4機の戦闘機が運用できるようになった。ベルカ公国領内のシュティーア城に監禁されていたハーリング大統領の救出作戦に成功する。ハーリング大統領の命令でウォードッグ隊のパイロットとスノー大尉による混成部隊をラーズグリーズ戦闘機部隊として編成し、大統領直属の戦闘機部隊とした。2010年12月中旬、ハーリング大統領は海兵隊と共に首都オーレッドに強行帰還を果たす。2010年12月23日、監禁されていたユークトバニアのニカノール首相をレジスタンスが救出し、支援に当たったラーズグリーズ隊によって脱出に成功しケストレルに到着する。
2010年12月29日、セレス海海戦が勃発した。セレス海にてユークトバニア軍艦隊がケストレル艦隊に接近したものの、乗艦していたニカノール首相の呼び掛けによってユークトバニア艦隊は二派に分裂した。艦隊の攻撃を中止させようとしたフリゲートのピトムニクは旗艦の命令により撃沈される。それによりミサイル駆逐艦グムラク、チゥーダ、ドゥープが離反しケストレル艦隊との合流を図った。ニカノール首相はアンダーセン艦長の提案を受け、ケストレルを離れオーレッドのハーリング大統領と合流を図った。戦闘の最中にケストレル艦隊は接近してきたオーシア艦隊に援護を求めたが、オーシア艦隊はケストレル艦隊をユークトバニアと手を組んだ反乱軍と見なして攻撃を開始した。三つ巴の海戦の結果、ラーズグリーズ隊の活躍によりユークトバニア軍とオーシア軍の両艦隊は壊滅した。戦闘はケストレル艦隊の勝利に終わり、ユークトバニア艦隊からの離反艦と合流し臨時の混成艦隊が結成された。
2010年12月30日、スーデントールのグランダー社を攻撃するため作戦準備中にあったが、その最中に所属不明の潜水艦から発射された対艦ミサイルの2発がケストレルに命中した。1発目は右舷の艦橋側面、2発目は右舷前方の側面部分であった。被弾後、艦が傾斜する中でアンダーセン艦長はラーズグリーズ隊の射出を最優先させつつ総員退艦を命じた。ラーズグリーズ隊の発艦は成功し、射出要員も退艦し最後に退艦したアンダーセン艦長も退艦に成功した。撃沈に際して戦死者は出なかった。
戦後、サルベージ会社によって深度300mの海底に沈んでいる様子が確認された。格納庫にはラーズグリーズ隊が最後の作戦で使わなかった予備機も残されていた。

## 所属部隊
以下の記述は環太平洋戦争時のものである。下記以外も所属部隊はいるものの、名称は不明である。
- 第7空母航空団第206戦闘攻撃飛行隊（VFA-206）：F-14A
- 海兵航空隊（シーゴブリン）：CH-47、HH-9B
- ラーズグリーズ戦闘機部隊

## 同型艦・類似艦
『エースコンバット5』においてケストレルと同じ3Dモデルを使った空母がいくつか登場する。また、『エースコンバット7』においてもニミッツ級航空母艦に酷似した空母がいくつか登場する。

### 環太平洋戦争時
バザード（Buzzard）
オーシア第3艦隊所属の空母。2010年9月30日、ケストレルとヴァルチャーと共にベニオン海へ向かう途中、イーグリン海峡でシンファクシから散弾ミサイル攻撃を受け撃沈される。
ヴァルチャー（Vulture）
オーシア第3艦隊所属の空母。2010年9月30日、ケストレルとバザードと共にベニオン海へ向かう途中、イーグリン海峡でシンファクシから散弾ミサイル攻撃を受け撃沈される。後述するように『エースコンバット7』に同名の空母が登場するが、関係性は不明である。
バーベット（Barbet）
2010年12月29日に勃発したセレス海海戦において、オーシア艦隊所属艦としてケストレル艦隊と交戦、ラーズグリーズ隊の攻撃を受けて撃沈される。

### 灯台戦争時
ケストレルII（Kestrel II）
灯台戦争時にオーシア海軍が運用していた最新鋭空母。2019年5月15日に勃発した灯台戦争の初戦において、エルジア王国軍の無人戦闘機によるオーシア本土空襲でオーシア海軍が擁する空母戦力は大きなダメージを受けたが、本艦は外海を航行中だったため攻撃を免れており、ただちにエルジア首都ファーバンティに攻撃を仕掛けるも、エルジア軍の反撃を前に攻撃は失敗した。エルジア側はオーシア軍機のミサイルが市街地で爆発し、撃墜されたエルジア軍機が住宅地に墜落したと報道し、国際社会からの同情を誘った。5月30日、エルジアを東西から同時攻撃する両面作戦において西側を担当し、再度ファーバンティ攻撃の任に就いたが、艦載機が市街地を誤爆した上に作戦は失敗。本艦も撃沈された。
ヴァルチャー（Vulture）
灯台戦争勃発時はユージア大陸のガンター湾に停泊しており、開戦と同時にエルジア軍から攻撃を受ける。湾外への脱出に成功し東方へ逃れることに成功したが、艦載機をすべて失うほどの損害を被った。5月30日には両面作戦の東側に参加している。『エースコンバット5』に同名の空母が登場しているが、関係性は不明である。
アドミラル・アンダーセン（Admiral Andersen）
ケストレル最後の艦長「ニコラス・A・アンダーセン」の名を冠した空母。灯台戦争開戦時はまだ艤装中で、エルジア軍の無人機による攻撃を受けて軽微な損傷を負った。その後修復され、戦闘機を輸送するため陸上機・艦載機を問わず多数の機を搭載してユージア大陸に向けて移動していたが、ガンター湾の西で座礁し放棄された。2019年10月30日、軌道エレベーター周辺に展開していた有志連合が2機のADF-11Fによって甚大な被害を被り後退を余儀なくされた際に有志連合所属機が緊急着艦した。その後、損傷が軽微だったことから修復がなされ、翌11月1日に一時的に前線基地として運用された。

### その他の艦船
アルバトロス（Albatross）
IUN国際停戦監視軍所属の空母。所属国家は不明。
『エースコンバット7』のVRモードで描かれる2014年自由エルジア蜂起にて、プレイヤー（メビウス1）が選択した機体がF/A-18Fである場合、この空母から発艦する。キャンペーンモードの灯台戦争では、開戦劈頭からエルジア軍の爆撃機から攻撃を受け撃沈される。

## その他
- 撃沈時に直撃した2発の対艦ミサイル以外の被弾は一切ない。
- 同名の名をネームシップとする航宙機母艦がAC3の設定の一部を継ぐNSOのFlashムービーノベルNew Space Order -link of life-に登場する。